# Larry Bell
Larry Bell (Chicago, 1939) è uno scultore statunitense.

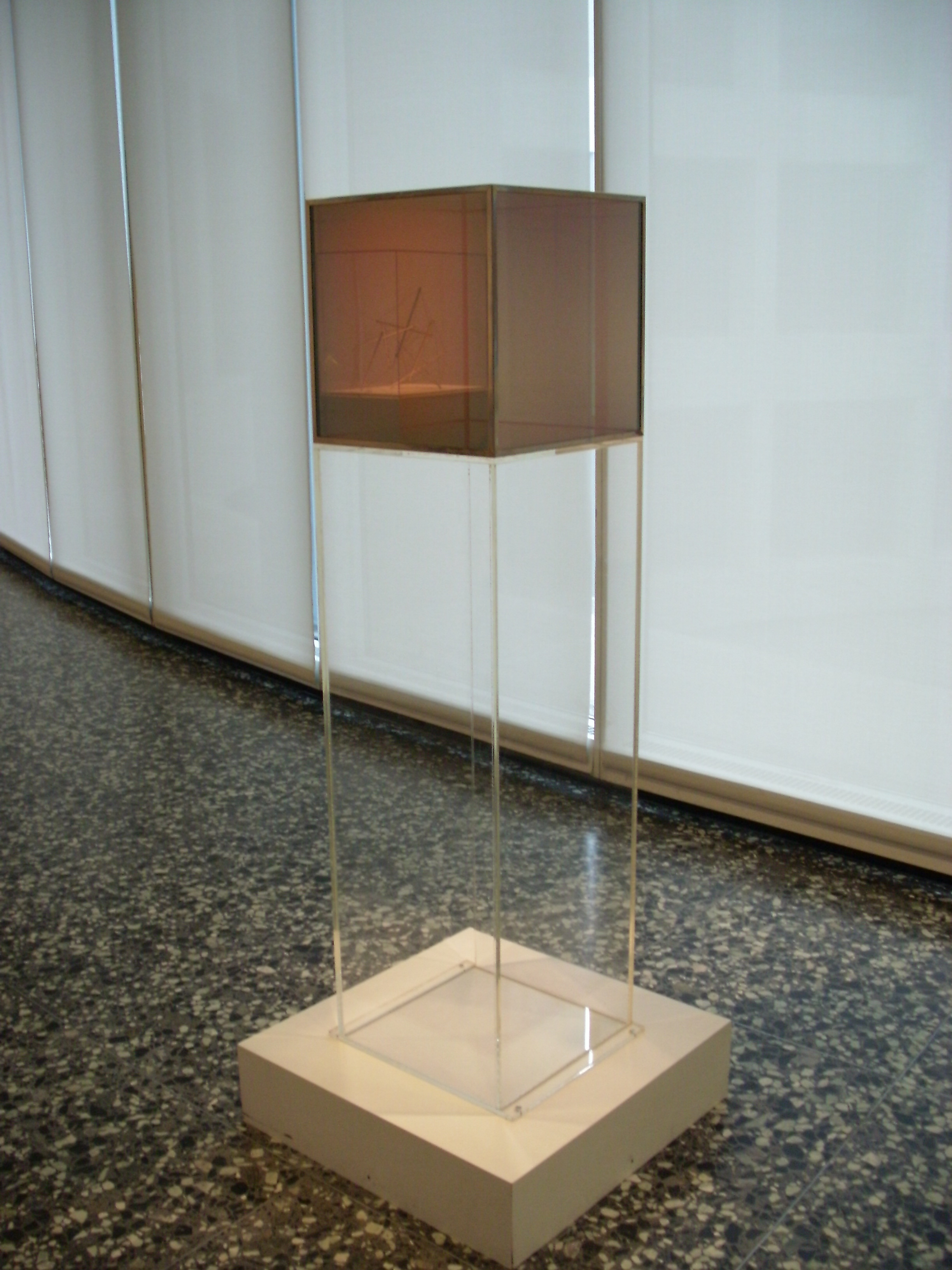
Senza titolo 1964

Fondatore nel 1974 del Gruppo Don Chisciotte, ai principi fece largo uso della pittura monocroma, ma presto si dedicò completamente alla scultura.
Il suo lavoro si basa su lastre di vetro e specchi inseriti in forme geometriche regolari ed illuminati da luci al neon.